# Poul Popiel
Poul Peter Popiel (Søllested, 28 febbraio 1943) è un ex hockeista su ghiaccio statunitense.
Di origini danesi è fratello maggiore di Jan, anch'egli giocatore di hockey su ghiaccio. Fu il primo giocatore nato nel paese scandinavo a giocare in National Hockey League.

## Carriera
Poul Popiel nacque in Danimarca, tuttavia la famiglia nel 1951 si trasferì in Canada a St. Catharines. Iniziò a giocare a hockey su ghiaccio con i St. Catharines Teepees, formazione della Ontario Hockey Association affiliata ai Chicago Black Hawks.
Esordì fra i professionisti giocando per due anni in AHL e in CHL presso squadre affiliate ai Black Hawks per poi passare nel 1965 all'organizzazione dei Boston Bruins, formazione con cui fece il proprio esordio in NHL. Nell'estate del 1967 in occasione dell'NHL Expansion Draft Popiel fu selezionato dai Los Angeles Kings, formazione con cui militò per due stagioni.
Nel 1970 fu scelto in un altro Expansion Draft dai Vancouver Canucks, l'unica franchigia NHL con cui superò quota 100 partite disputate. Nel 1972 Popiel lasciò la NHL per approdare nella WHA con gli Houston Aeros, conquistando due Avco World Trophy consecutivi nel biennio 1974-1975.
Dopo una breve esperienza in Austria nel campionato 1978-1979 Popiel vece ritorno in Nordamerica disputando inoltre una decina di incontri con la maglia degli Edmonton Oilers. Si ritirò definitivamente dall'attività agonistica nel 1982.

## Palmarès

### Club
- Avco World Trophy: 2

Houston: 1973-1974, 1974-1975

### Individuale
- CPHL Rookie of the Year: 1

1963-1964
- WHA Second All-Star Team: 2

1974-1975, 1976-1977